# 登戈尔广场

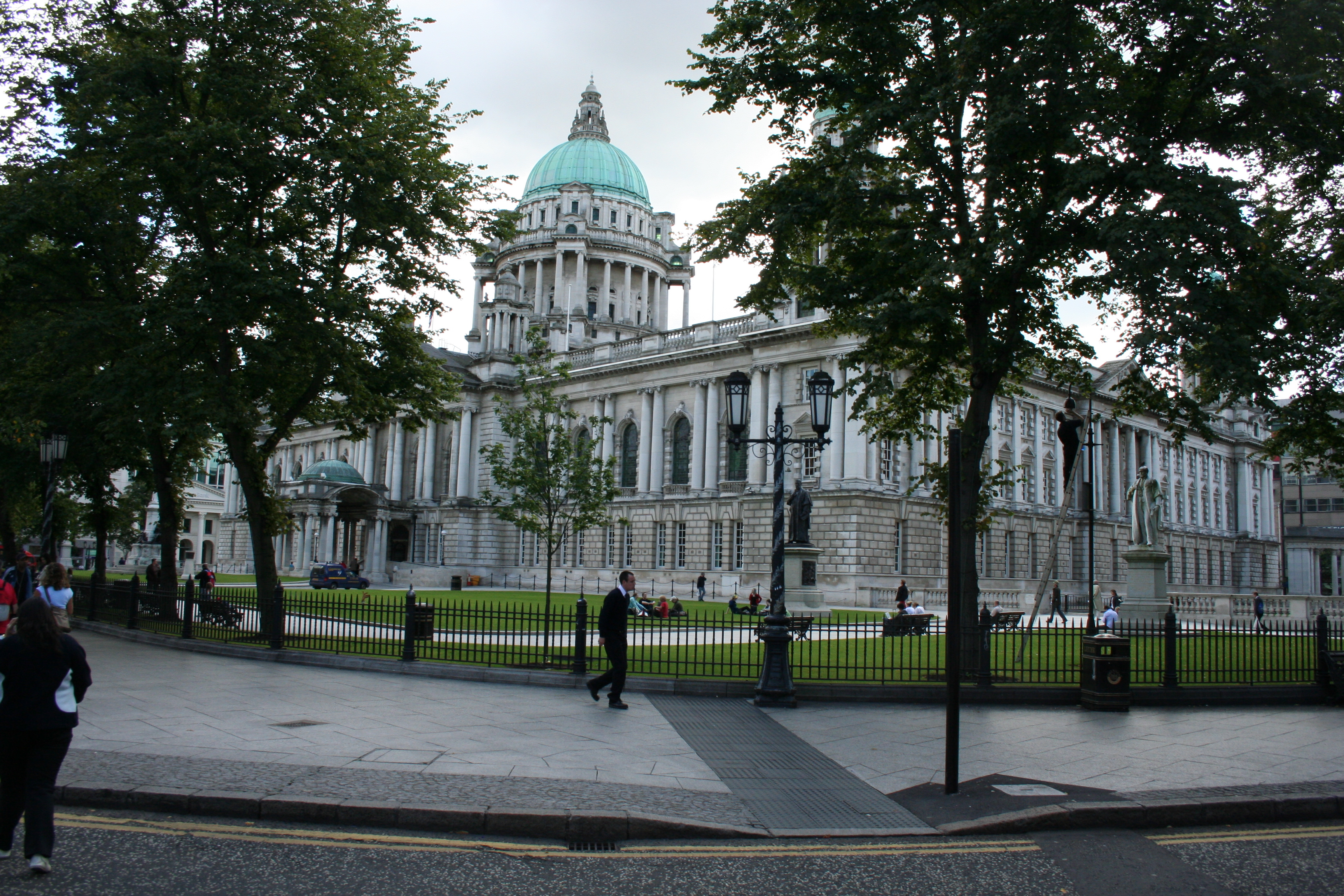
贝尔法斯特市政厅

登戈尔广场 Donegall Square 是北爱尔兰贝尔法斯特市中心的一个广场。在其中心是贝尔法斯特市政厅。广场的四面分别根据其地理位置命名为登戈尔广场北、登戈尔广场南、登戈尔广场东和登戈尔广场西。广场得名于登戈尔家族。
广场上有很多的银行，如汇丰银行、桑坦德銀行、苏格兰银行、爱尔兰银行、北方银行、阿尔斯特银行等。北方银行抢劫案发生于此。
广场上著名的建筑，包括亚麻大厅图书馆和[ http://www.scottishprovidentbuilding.co.uk苏格兰保诚大厦%5B%5D] ，现在是一家五星级办公商务中心。十广场酒店（Ten Square Hotel）位于登戈尔广场南，原本是维多利亚时代亚麻仓库，外部雕刻有乔治·华盛顿、牛顿、米开朗基罗和莎士比亚面孔。
54°35′48″N 5°55′48″W / 54.59667°N 5.93000°W